# Taipei Challenger
Il Taipei Challenger è stato un torneo professionistico di tennis giocato su campi in cemento. Faceva parte dell'ATP Challenger Series. Si giocava annualmente a Taipei in Taiwan.

## Albo d'oro

### Singolare
| Anno | Campione          | Finalista           | Punteggio     |
| ---- | ----------------- | ------------------- | ------------- |
| 1991 | Markus Zoecke     | Kelly Jones         | 6–3, 6–3      |
| 1992 | Sandon Stolle     | Jeremy Bates        | 6–3, 5–7, 7–5 |
| 1993 | Jason Stoltenberg | Richard Matuszewski | 6–0, 6–3      |
| 1994 | Gianluca Pozzi    | Mark Kaplan         | 6–4, 6–0      |

### Doppio
| Anno | Campioni                      | Finalisti                        | Punteggio |
| ---- | ----------------------------- | -------------------------------- | --------- |
| 1991 | Kelly Jones Todd Woodbridge   | Mark Kratzmann Jason Stoltenberg | 7–6, 6–3  |
| 1992 | Broderick Dyke Peter Lundgren | Neil Borwick Andrew Kratzmann    | 7–6, 7–5  |
| 1993 | Tommy Ho Patrick Rafter       | Kent Kinnear Kenny Thorne        | 6–4, 7–6  |
| 1994 | Daniel Nestor Maurice Ruah    | Sandon Stolle Michael Tebbutt    | 6–2, 6–0  |